# CDS/ISIS
CDS/ISIS — пакет програмне забезпечення для узагальненої системи зберігання та пошуку інформації (Information Storage and Retrieval Systems) розробленої, підтримуваної та розповсюджуваної UNESCO. Вона була вперше випущена у 1985 році і з того часу розповсюджено понад 20000 ліцензій через UNESCO та всесвітню мережу розповсюджувачів. Це ПЗ найбільше підходить для бібліографічних застосувань і використовується для каталогів багатьох маленьких та середніх бібліотек. Доступні версії для арабської, китайської, англійської, французької, німецької, португальської, іспанської, російської та української мов. UNESCO розповсюджує це ПЗ вільно для некомерційних цілей, хоча розповсюджувачам дозволяється брати плату за їх витрати.
CDS/ISIS — акронім для Computerised Documentation Service / Integrated Set of Information Systems. «Цей пакет ПЗ прийнято у бібліотеках країн, що розвивається, як стандартне програмне забезпечення для розробки інформаційних систем» (на 2003). 

## Зовнішні посилання
- Вебсайт UNESCO програмного забезпечення для баз даних CDS/ISIS(англ.)
  - JavaISIS — http://portal.unesco.org/ci/en/ev.php-URL_ID=5332&URL_DO=DO_TOPIC&URL_SECTION=201.html [Архівовано 5 жовтня 2021 у Wayback Machine.]
  - OpenISIS — http://openisis.org/Doc/OverView [Архівовано 12 серпня 2008 у Wayback Machine.]
  - WinISIS — https://web.archive.org/web/20161129145104/http://portal.unesco.org/ci/en/ev.php-URL_ID%3D5330%26URL_DO%3DDO_TOPIC%26URL_SECTION%3D201.html
  - GenISIS — https://web.archive.org/web/20161226105451/http://portal.unesco.org/ci/en/ev.php-URL_ID%3D5331%26URL_DO%3DDO_TOPIC%26URL_SECTION%3D201.html/
  - IsisAscii — http://portal.unesco.org/ci/en/ev.php-URL_ID=11063&URL_DO=DO_TOPIC&URL_SECTION=201.html [Архівовано 5 жовтня 2021 у Wayback Machine.]
  - Isisdll — http://portal.unesco.org/ci/en/ev.php-URL_ID=5333&URL_DO=DO_TOPIC&URL_SECTION=201.html [Архівовано 21 жовтня 2016 у Wayback Machine.]
  - IsisMarc — http://portal.unesco.org/ci/en/ev.php-URL_ID=11041&URL_DO=DO_TOPIC&URL_SECTION=201.html [Архівовано 5 жовтня 2021 у Wayback Machine.]
- Міжнародні архіви списку розсилки для CDS/ISIS
- Міжнародний список розсилки для CDS/ISIS(англ.)
- Вебсайт CDS/ISIS мережі e.V. — організація німецькомовних користувачів [Архівовано 16 червня 2021 у Wayback Machine.](нім.)
- Вебсайт групи користтувачів у Англії(англ.)
- Вебсайт групи користтувачів у Голландії(нід.)
- Вебсайт групи користтувачів у Польщі(пол.)